# كيفن كارتر
كيفن كارتر (بالإنجليزية: Kevin Carter)‏ هو لاعب كرة قدم أمريكية أمريكي، ولد في 21 سبتمبر 1973 في ميامي في الولايات المتحدة.

## وصلات خارجية
- كيفن كارتر على موقع مرجع كرة القدم المحترفة.كوم (الإنجليزية)